# Shen Yuan
Shen Yuan es una escultora e instaladora francesa residente en París, nacida el año 1959 en Fuzhou, China.

## Vida y obras
Shen Yuan vivió en China hasta 1989 y se fue con Huang Yong Ping y otros jóvenes artistas de vanguardia a Francia. Se establecieron en 1990 en París . Los artistas no fueron identificados como chinos sino como artistas contemporáneos. Shen participó en la exposición itinerante organizada bajo el título Cities on the move  en 1997, que incluyó las ciudades de Viena , Burdeos , Nueva York , Copenhague , Bangkok , Londres y Helsinki .
La artista vive y trabaja en París y está casada con el también artista de origen chino, Huang Yong Ping . Su obra ha sido expuesta en el Centro Ullens de Arte Contemporáneo en Pekín . En 2005 tomó parte en la Trienal de Arte de Guangzhou en Cantón . Het Centre A (centrum voor hedendaagse Aziatische kunst) in Vancouver exposeerde haar werk in 2007. [3] met onder andere de sculpturen/installaties: Perdre sa salive (1994), Tool Box (2001/07), Blue Freeway (2003) en La route Paris - Luxembourg (2005). El Centre A (Centro de Arte Contemporáneo de Asia) en Vancouver ha expuesto su obra en 2007. incluyendo las esculturas / instalaciones: Perdre sa salive (1994), Caja de Herramientas (2001/07), Autopista Blue (2003) y La ruta París - Luxemburgo (2005). 

## Algunas obras
Algunas obras
- Tête d'or (2004),[5] Museo de Arte Contemporáneo de Lyon en Lyon
- Puente (2004),  Fundación Montenmedio Contemporánea en Vejer de la Frontera

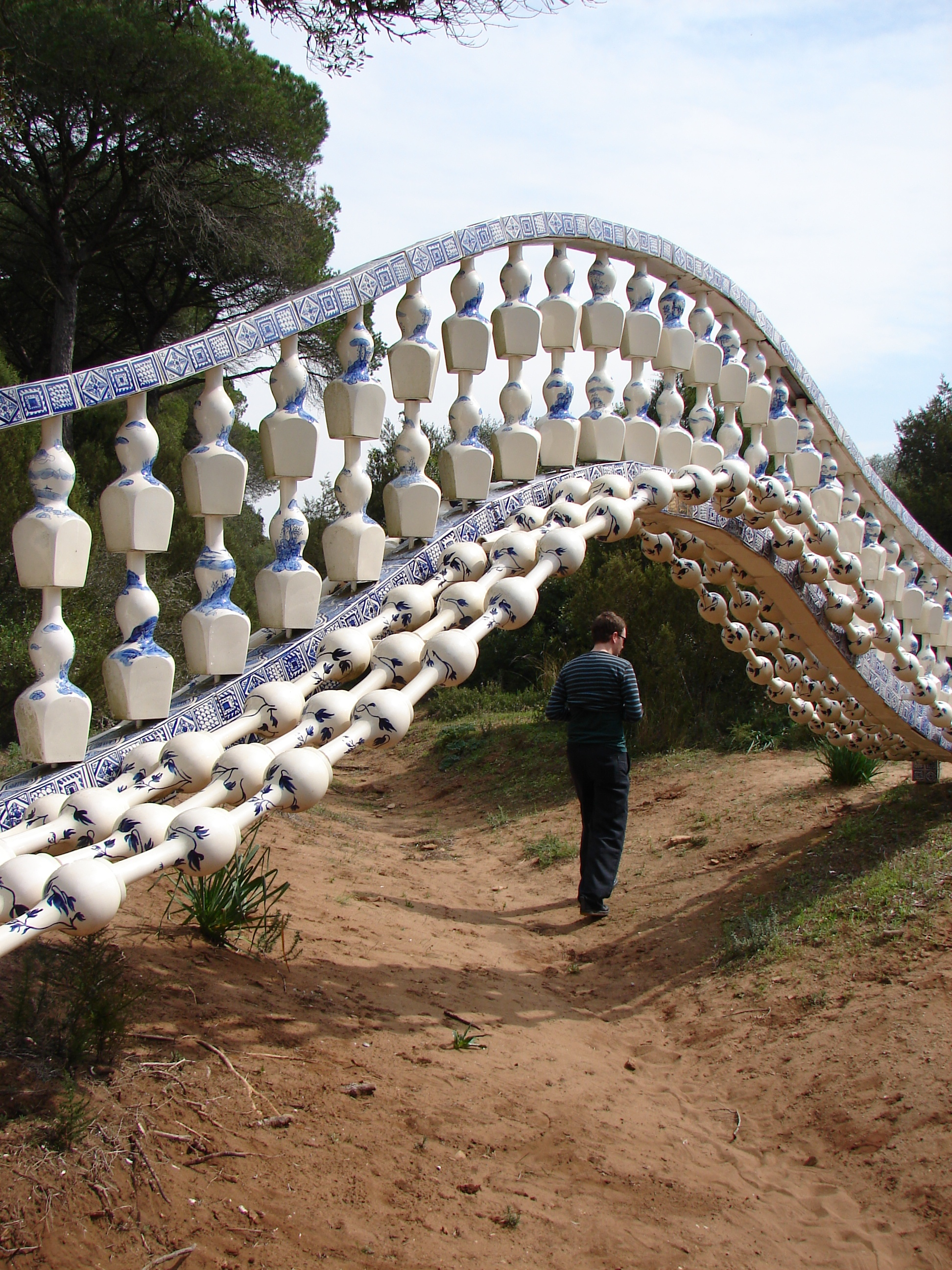
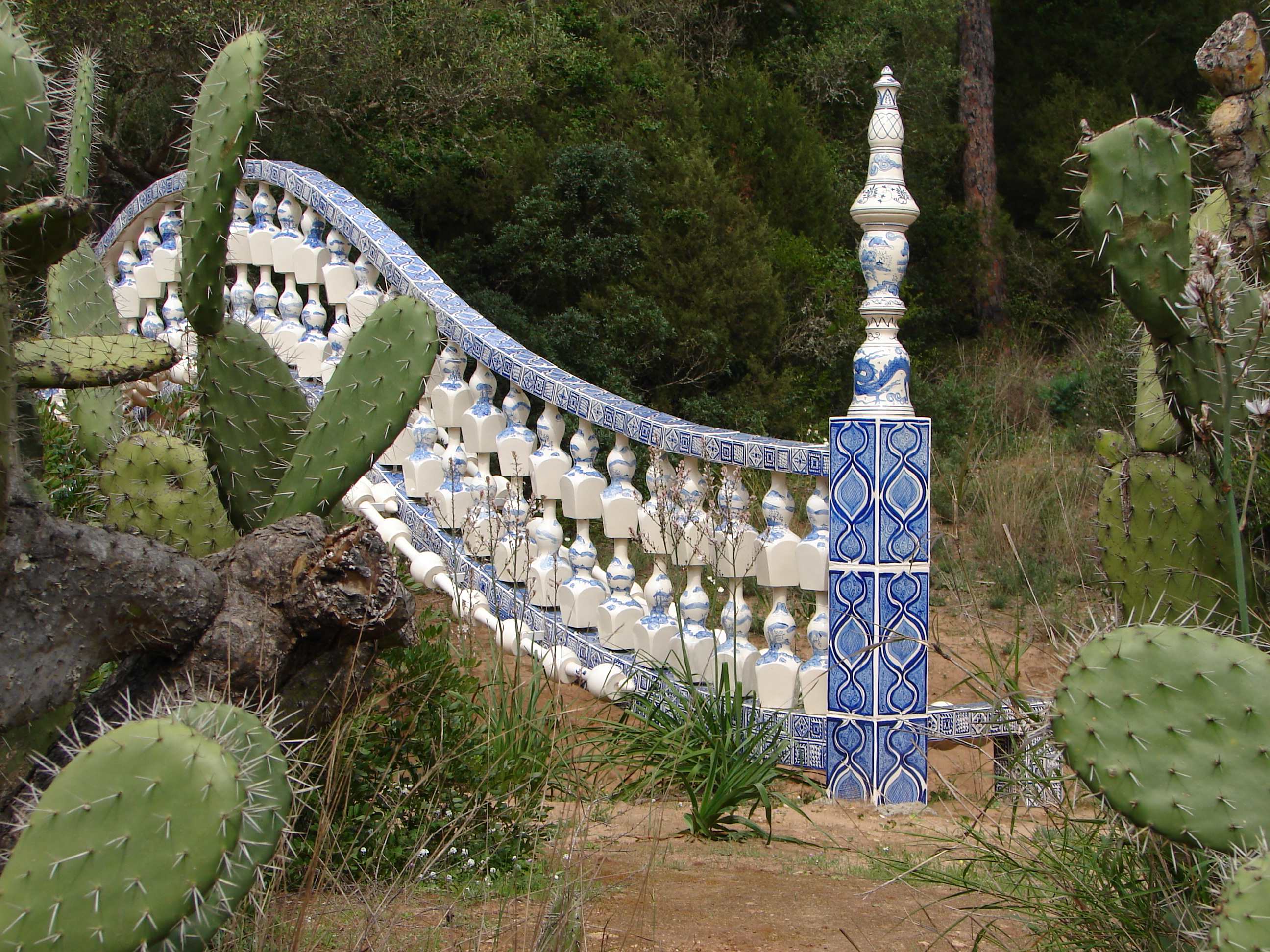
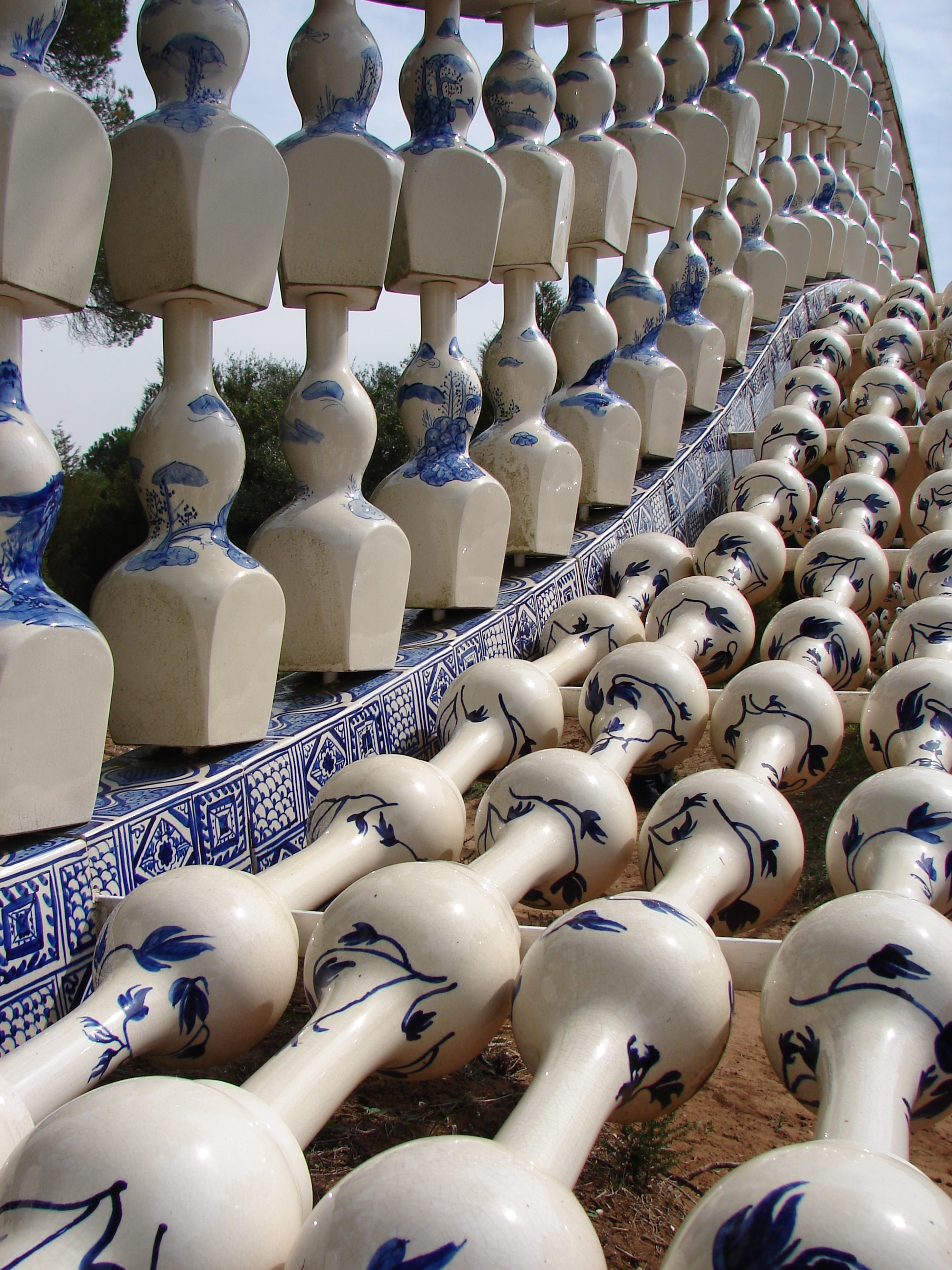

- O (2010),[6] Expo Boulevard, Art for the World Expo Shanghai 2010 en Shanghái
- Stony stomach (2010), jardín del Palais Royal en París